# Bistrica, Petrovac na Mlavi
Bistrica (izvirno srbsko Бистрица) je naselje v Srbiji, ki upravno spada pod Občino Petrovac na Mlavi; slednja pa je del Braničevskega upravnega okraja.

## Demografija
V naselju živi 705 polnoletnih prebivalcev, pri čemer je njihova povprečna starost 45,1 let (42,5 pri moških in 47,6 pri ženskah). Naselje ima 214 gospodinjstev, pri čemer je povprečno število članov na gospodinjstvo 3,87.
To naselje je, glede na rezultate popisa iz leta 2002, večinoma srbsko.
|  |

| Demografija | Demografija     | Demografija     |
| Leto        | Št. prebivalcev | Št. prebivalcev |
| ----------- | --------------- | --------------- |
|             |                 |                 |
|             |                 |                 |
|             |                 |                 |
|             |                 |                 |
| 1948        | 1211            |                 |
| 1953        | 1255            |                 |
| 1961        | 1224            |                 |
| 1971        | 1131            |                 |
| 1981        | 1071            |                 |
| 1991        | 1013            | 915             |
| 2002        | 953             | 828             |
|             |                 |                 |

| Etnična sestava po popisu iz leta 2002 | Etnična sestava po popisu iz leta 2002 | Etnična sestava po popisu iz leta 2002 | Etnična sestava po popisu iz leta 2002 | Etnična sestava po popisu iz leta 2002 |
| -------------------------------------- | -------------------------------------- | -------------------------------------- | -------------------------------------- | -------------------------------------- |
| Srbi                                   | Srbi                                   |                                        | 822                                    | 99,27%                                 |
| Romuni                                 | Romuni                                 |                                        | 5                                      | 0,60%                                  |
| Neznano                                | Neznano                                |                                        | 0                                      | 0,0%                                   |